# Pyrantel
Pyrantel (pyrantelum pamoatum) je léčivá látka patřící do skupiny pyrimidinů. Působí jako anthelmintikum. Je účinný proti střevním hlísticím rodů Toxocara, Toxascaris, Ancylostoma a Uncinaria. Působí především na dospělé a nebo juvenilní červy ve střevě, naopak nepůsobí na migrující larvy. Mechanismus účinku spočívá v tom, že se váže na nervové receptory hlístic a vyvolává tak jejich spastickou paralýzu (ochromení) a následné samovolné vypuzení střevem z hostitele. Je používán samostatně (např. Banminth pasta®) nebo častěji v kombinaci s jiným anthelmintikem (např. Drontal Plus®, Helm-Ex®, Caniverm®).